# Tebe (satélite)
Tebe es uno de los pequeños satélites interiores de Júpiter, el cuarto en orden creciente de distancias y el segundo en tamaño del grupo de Amaltea con casi 100 km de diámetro medio. Fue descubierto en 1979 por Stephen Synnott. Su nombre deriva de varios personajes homónimos de la mitología griega.
Orbita en el anillo difuso de Tebe cerca de su borde exterior. Tiene forma irregular y color rojizo. Los principales modelos geológicos indican que está formado por hielo de agua poroso con cantidades desconocidas de otras sustancias, al igual que Amaltea. Entre sus características superficiales se incluyen grandes cráteres (comparables al diámetro del satélite) y altas montañas.
Fue fotografiado por las sondas Voyager y, en mayor detalle, por el orbitador Galileo.

## Historia

### Descubrimiento y denominación
Tebe fue descubierto por Stephen Synnott en imágenes tomadas por la sonda espacial Voyager 1 el 5 de marzo de 1979; después se vio que ya había sido captado el 27 de febrero. Inicialmente se le dio la designación provisional S/1979 J 2. En 1983 fue nombrado oficialmente «Tebe»  por el nombre de una hija del rey de Egipto, amante de Zeus, el equivalente griego de Júpiter. Su nombre se puede asociar también a otros personajes mitológicos relacionados con este dios como Tebe, una ninfa hija de Asopo y amante de Zeus. En ocasiones recibe la denominación Júpiter XIV.

### Observación
Después del descubrimiento, fue fotografiado por la sonda espacial Voyager 2 en 1979. Sin embargo, antes de la llegada de la Galileo en 1989, la información que se tenía de Tebe era extremadamente limitada. La Galileo fotografió casi toda la superficie y ayudó a aclarar su composición.

## Órbita

Diagrama de las órbitas de los satélites interiores de Júpiter y su relación con los anillos jovianos. Se ve como la órbita de Tebe corre junto al borde del anillo difuso exterior.

Tebe es el más externo de los pequeños satélites interiores de Júpiter. Orbita a una distancia de unos 221 900 km (3,11 radios jovianos), con una excentricidad de 0,018 y una inclinación de 1,08° respecto al plano ecuatorial de Júpiter. Estos valores inusualmente altos para un satélite interior se explican por la influencia gravitatoria que tuvo en el pasado Ío, el más interior de los satélites galileanos, sobre Tebe. Mientras Ío se alejaba poco a poco de Júpiter, Tebe iba pasando por distintas órbitas de resonancia que lo elevaban sobre el plano ecuatorial joviano. En la actualidad sufre un distanciamiento vertical máximo de unos 4240 km. Emplea 0,675 días  en completar una órbita alrededor de Júpiter. Recorre 1 394 130,84 km durante su órbita a una velocidad media de 86 057,5 km/h.
La órbita se encuentra además en el borde interior del anillo difuso exterior o de Tebe, compuesto por polvo expulsado del satélite. Tras la expulsión, el polvo cae en lentas espirales en la dirección del planeta por la acción del efecto Poynting-Robertson y forma el anillo en que está inmerso el satélite.

## Características físicas
Tebe es irregular, con la forma aproximada de un elipsoide de tres ejes, de 116×98×84 km respectivamente, y una extensión superficial de aproximadamente 45 000 km² (entre 31 000 km² y 59 000 km²). No se conoce su densidad, pero, suponiendo que sea similar a la de Amaltea (0,86 g/cm³), se puede calcular su masa en 4,3×1017 kg. La NASA supone una densidad de 3 g/cm³, lo que conduce a una masa de 1,4987×1018 kg. Al no conocerse su masa, no se pueden calcular la velocidad de escape y la gravedad superficial con exactitud. Teniendo en cuenta los valores de la NASA, serían 64 m/s y 0,041 m/s² respectivamente.
Al igual que todos los satélites interiores, los movimientos de rotación y traslación de Tebe son sincrónicos. Mantiene, por tanto, siempre la misma cara orientada a Júpiter, siendo el semieje mayor el que apunta al planeta. La inclinación del eje axial es nula. En los puntos de la superficie más cercanos y más lejanos de Júpiter, se cree que la superficie está cerca del borde del lóbulo de Roche, donde la gravedad es solo ligeramente mayor que la fuerza centrífuga. Como consecuencia de esto, la velocidad de escape en estos dos puntos es muy pequeña, lo que permite al polvo escapar fácilmente tras los impactos meteoríticos e ingresar en el anillo difuso de Tebe.
El cráter Zethus, con un diámetro de unos 40 km, es el más grande de Tebe y la única de sus características superficiales que ha recibido nombre. Los bordes del cráter tienen varias machas brillantes. Está situado en la cara oculta y fue descubierto en las imágenes tomadas por la sonda Galileo. Está nombrado por el esposo de Tebe en la mitología griega.
La superficie de Tebe es oscura y parece ser de tonos rojizos. Su albedo es 0,047. Existe una sustancial asimetría entre los hemisferios anterior y posterior al ser el anterior 1,3 veces más brillante que el posterior. Esta asimietría es quizá causada por la alta velocidad y frecuencia de impactos en lado delantero que exponen al exterior material brillante (probablemente hielo) del interior del satélite. La superficie está intensamente craterizada. Hay al menos tres o cuatro cráteres de impacto tan grandes que son cada uno equiparables al propio tamaño del satélite.

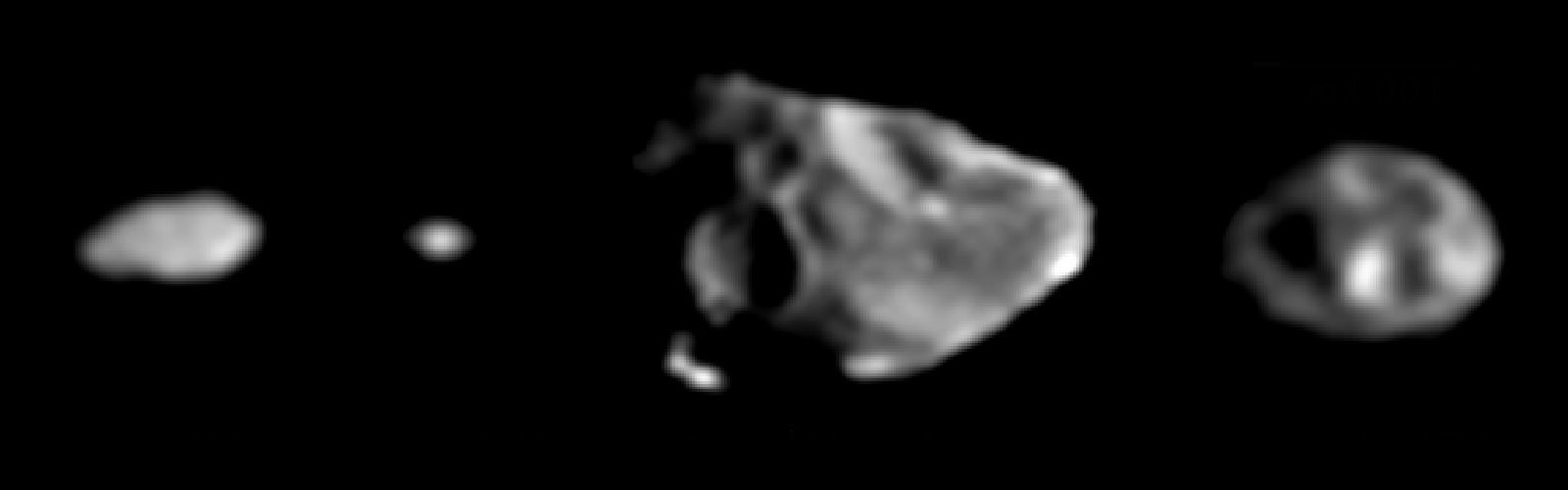
Los pequéños satélites interiores de Júpiter a escala en orden creciente de distancias al planeta. De izquierda a derecha: Metis, Adrastea, Amaltea y Tebe. Composición a partir de fotografías tomadas por la sonda Galileo.